# 알라모 (2004년 영화)
알라모(The Alamo)는 미국에서 제작된 존 리 행콕 감독의 2004년 서부, 드라마, 전쟁 영화이다. 데니스 퀘이드 등이 주연으로 출연하였고 론 하워드 등이 제작에 참여하였다.

## 출연

### 주연
- 데니스 퀘이드
- 빌리 밥 손튼

### 조연
- 제이슨 패트릭
- 패트릭 윌슨
- 에밀리오 에체바리아
- 조디 몰라
- 레온 리피
- 마크 블루카스
- 로버트 프렌티스
- 케빈 페이지
- 조 스티븐스
- 스티븐 브러튼
- 로라 클리프튼
- 리카르도 차비라
- 스티븐 체스터 프린스
- 크레이그 에릭슨
- 닉 코키치
- 아페모 오밀라미
- 에드윈 호지
- 에밀리 디샤넬
- 블루 데커트
- 터크 핍킨
- 브랜든 스미스
- 토미 G. 켄드릭
- W. 얼 브라운
- 톰 에버렛
- 랜스 하워드
- 스튜어트 핀레이 맥레넌
- 맷 오리어리
- 존 S. 데이비스
- 킷 그윈
- 카스투로 구에라
- 프라비오 히노조사
- 휴고 페레즈
- 헥터 가르시아
- 롤랜드 어리브
- 마이클 크랩트리
- 엘레나 허스트
- 린 마티스
- 찰스 샌더스
- 루더포드 크레이븐스
- 데메온 클라크
- 팀 매티어
- 줄리오 세딜로
- 벅 테일러
- 마크 멘차카
- 마이클 크로신
- 버트 비트슨
- 에이단 블랙
- 리처드 존스
- 앨리사 피터슨
- 아만다 피터슨
- 앤 테일러
- 프랭크 톰슨
- 토니 울포드

## 제작진
- 협력프로듀서: K.C. 호든필드
- 협력프로듀서: 루이자 벨리스
- 미술: 마이클 코렌블리스
- 세트: 칼라 커리
- 의상: 다니엘 올랜디
- 배역: 론나 크레스

## 같이 보기
- 알라모 전투
- 알라모 (1960년 영화)